# Valdifiemme Hockey Club
Il Valdifiemme Hockey Club, già Hockey Club Nuovo Fiemme 97, Hockey Fiemme ed Hockey Club Fiemme Cavalese, è una squadra di hockey su ghiaccio con sede a Cavalese (TN). Milita nella Italian Hockey League, il secondo livello del campionato italiano di hockey su ghiaccio.
Palmarès: mai vinto nulla di rilevante

## Storia
Il club è stato fondato nel 1956 come Unione Sportiva Latemar, poiché emanazione della polisportiva omonima, ed è stato rifondato nel 1997 come Hockey Club Nuovo Fiemme 97 e si è sempre basato su di un ottimo vivaio di giocatori locali, arrivando a vincere tre campionati di serie B e a militare nella massima serie per 7 anni consecutivi, dal 1987-88 al 1993-94 (dove curiosamente si è sempre classificato al 9º posto). Dopo un periodo in cui era attivo solo il settore giovanile, nel 2015 la prima squadra è tornata ad iscriversi in Serie B. 
Nel maggio del 2018, dopo un lungo iter, la società ha incorporato l'altra società della Val di Fiemme, l'Hockey Club Cornacci di Tesero, nata nel 1975 e che svolgeva attività prettamente a livello giovanile. Dalla fusione nacque il Valdifiemme Hockey Club. Sia il primo presidente che il primo vicepresidente del nuovo sodalizio, rispettivamente Daniele Delladio e Michele Ciresa, erano fino alla stagione precedente giocatori del Fiemme.
Il Fiemme è protagonista di un'accesa rivalità con la squadra della valle contigua, l'Hockey Club Fassa.